# Sally Little
Sally Little (Kaapstad, 12 oktober 1951) is een Zuid-Afrikaans-Amerikaans golfster die actief was op de LPGA Tour, van 1971 tot 2005.

## Loopbaan
Als een golfamateur won Little het World Amateur Team Championship, het South African Match Play Championship en het South African Stroke Play Championship, in 1971. Later in dat jaar werd ze een golfprofessional.
In 1971 debuteerde Little op de LPGA Tour en na het seizoen werd ze uitgeroepen tot de "LPGA Rookie of the Year". Haar eerste professionele zege was in 1976 door de Women's International te winnen.
In 1982 speelde ze haar beste golfseizoen op de LPGA waar Little toen vier golftoernooien won. In juli 1988 behaalde ze haar vijftiende en laatste LPGA-titel door de du Maurier Ltd Classic, een Major, te winnen.
In 1989 ontving Little de "Ben Hogan Adversity Award", een golfprijs van de 'Golf Writers Association of America'. Tijdens het vijftigjarig bestaan van de LPGA, in 2000, stond ze in de top 50 van de LPGA-spelers en -coaches.
In 2000 was Little een van de oprichtsters van de Legends Tour, een golftour voor vrouwen die ouder zijn dan 45 jaar.
In 2009 werd Little een van de golfpersonen die opgenomen werd op de South African Golf Hall of Fame.
Momenteel exploiteert Little de "Sally Little Golf", een golfschool waar ze tips geeft aan jonge golftalenten en hen coacht tot volwaardige golfers.

## Prestaties

### Amateur
Little won als een golfamateur acht toernooien waarvan:
- 1971: World Amateur Team Championship, South African Match Play Championship, South African Stroke Play Championship

### Professional
LPGA Tour
| Nr. | Datum            | Toernooi                           | Score           | Score | Info                                                |
| --- | ---------------- | ---------------------------------- | --------------- | ----- | --------------------------------------------------- |
| 1   | 9 mei 1976       | Women's International              | 71-69-71-70=281 | –7    |                                                     |
| 2   | 19 maart 1978    | Kathryn Crosby/Honda Civic Classic | 77-70-70-65=282 | –6    | Won de play-off van Nancy Lopez                     |
| 3   | 4 maart 1979     | Bent Tree Classic                  | 72-67-72-67=278 | –10   |                                                     |
| 4   | 20 augustus 1979 | Barth Classic                      | 68-69-71=208    | –8    |                                                     |
| 5   | 9 september 1979 | Columbia Savings Classic           | 66-71-72=209    | –7    |                                                     |
| 6   | 8 juni 1980      | LPGA Championship                  | 69-70-73-73=285 | –3    |                                                     |
| 7   | 27 juli 1980     | WUI Classic                        | 69-71-69-75=284 | –4    |                                                     |
| 8   | 8 februari 1981  | Elizabeth Arden Classic            | 71-72-72-68=283 | –5    | Won de play-off van JoAnne Carner en Judy Rankin    |
| 9   | 2 maart 1981     | Olympia Gold Classic               | 71-71=142       | –4    |                                                     |
| 10  | 3 mei 1981       | CPC Women's International          | 73-71-73-70=287 | –1    | Won de play-off van Hollis Stacy en Kathy Whitworth |
| 11  | 15 maart 1982    | Olympia Gold Classic               | 75-74-69-70=288 | –4    |                                                     |
| 12  | 4 maart 1982     | Nabisco Dinah Shore Invitational   | 76-67-71-64=278 | –10   | [ noot 1 ]                                          |
| 13  | 9 mei 1982       | United Virginia Bank Classic       | 72-69-67=208    | –11   | Won de play-off van Kathy Whitworth                 |
| 14  | 18 juli 1982     | Mayflower Classic                  | 71-66-70-68=275 | –13   |                                                     |
| 15  | 3 juli 1988      | du Maurier Classic                 | 74-65-69-71=279 | –9    |                                                     |

Overige
- 1996: Ladies South African Masters
- 2007: Gary Player Invitational (met Luke Donald)

## Prijzen
Amateur
- South African Sportsman of the Year: 1970

Professional
- LPGA 'Rookie of the Year': 1971
- Ben Hogan Adversity Award: 1989

## Teams
Amateur
- Espirito Santo Trophy (Zuid-Afrikaans team): 1970

Professional
- Handa Cup (World team): 2007, 2009, 2010, 2011, 2012 (gelijkspel)